# Julie Fernandez-Fernandez

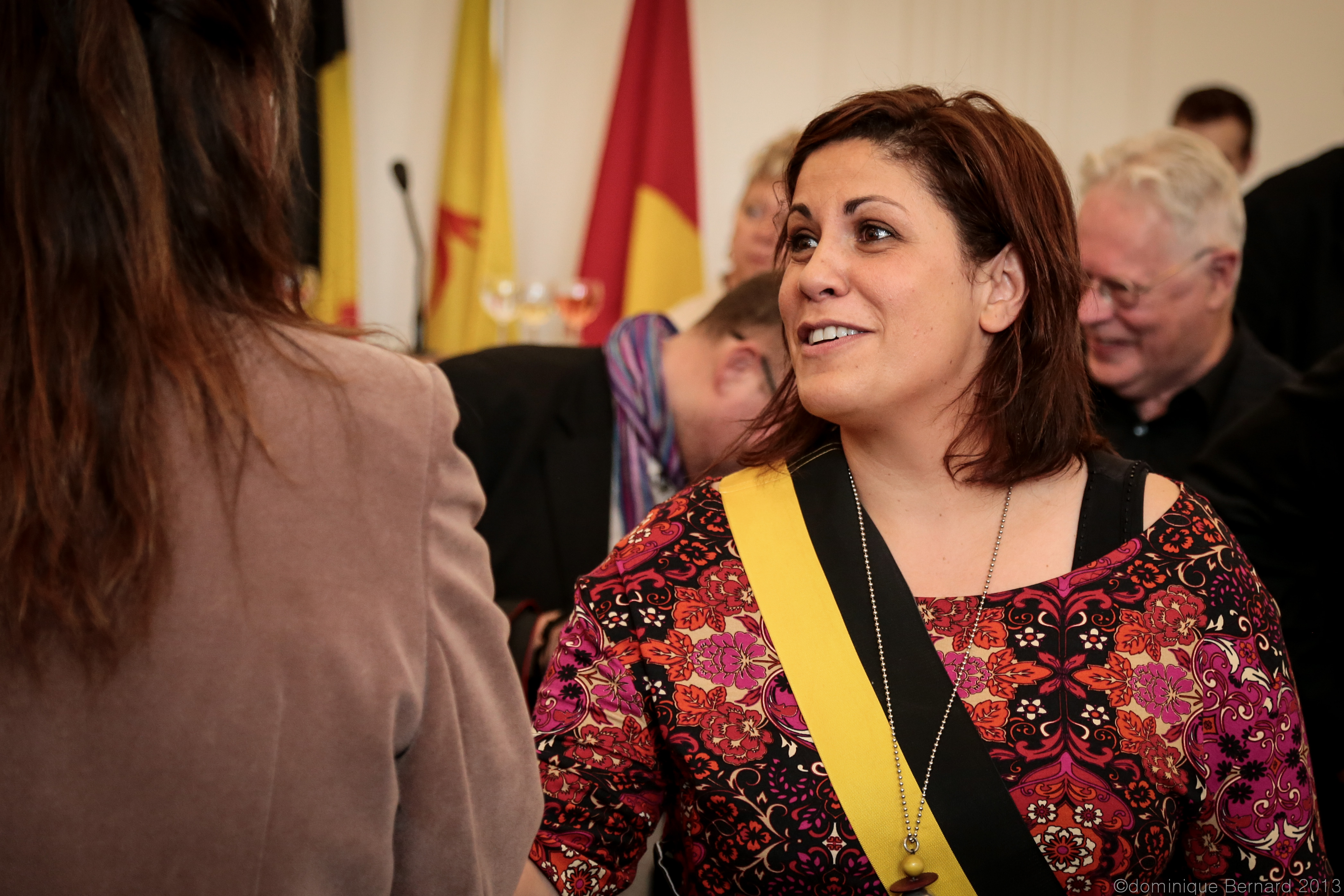
Julie Fernandez Fernandez, 31 mei 2013

Julie Fernandez-Fernandez (Luik, 20 maart 1972) is een Belgisch politica namens de PS.

## Levensloop
In de zestiger jaren van de vorige eeuw waren haar ouders het Franco-regime in Spanje ontvlucht. Na lager en middelbaar onderwijs in Luik, begon ze op haar achttiende een graduaat in de communicatiewetenschappen aan het Instituut voor Informaticawetenschappen en Sociale Wetenschappen (ISIS) van de provincie Luik. Haar vakanties bracht ze door bij haar grootmoeder in Asturië. Na haar studies ging ze als leerlingenbegeleider aan de slag in het onderwijs.
Fernandez-Fernandez militeerde van jongs af aan actief in het socialistische milieu en sloot zich aan bij de PS. Na een toevallige ontmoeting met Laurette Onkelinx, toenmalig minister-presidente van de Franse Gemeenschap, werd ze in 1995 medewerker op de cel Jeugdhulp van het kabinet van Onkelinx. Na de verkiezingen van 1999 ging Fernandez-Fernandez aan de slag als medewerker voor PS-Europarlementsleden Jean-Maurice Dehousse en Véronique De Keyser. Nadien was ze van 2003 tot 2004 kabinetsmedewerker van federaal staatssecretaris Isabelle Simonis.
Op 8 oktober 2000 werd ze verkozen als gemeenteraadslid van de stad Luik. Bij de volgende gemeenteraadsverkiezingen op 10 oktober 2006 verdubbelde ze haar score en op 4 december 2006 werd ze aangesteld tot schepen van Burgerlijke Stand. Zij vervulde de functie tot in augustus 2009, zij het vanaf maart 2008 verhinderd. Na de gemeenteraadsverkiezingen van oktober 2012 werd ze opnieuw schepen van Burgerlijke Stand. Fernandez-Fernandez bleef dit tot in december 2018 en is sindsdien schepen van Sociale Cohesie.
Bij de federale parlementsverkiezingen van juni 2007 behaalde ze als vijfde opvolgster op de Senaatslijst bijna 16.000 voorkeurstemmen. Op 20 maart 2008, haar 36ste verjaardag, werd ze vervolgens staatssecretaris voor Personen met een Handicap in de regering Leterme. Ze behield die bevoegdheid in de regering Van Rompuy tot bij de regeringsherschikking van juli 2009. Vervolgens verdween ze uit de federale regering. 
Op 7 juni 2009 werd zij voor het arrondissement Luik verkozen tot lid van het Waals Parlement en van het Parlement van de Franse Gemeenschap met iets meer dan 8000 voorkeurstemmen en bleef beide mandaten uitoefenen tot in 2010. Ze nam hierdoor ontslag als staatssecretaris en als schepen van Luik. In het Waals Parlement werd ze voorzitter van de commissie Sociale Zaken, Gezondheid en Gelijke Kansen.
Bij de verkiezingen van 13 juni 2010 werd ze verkozen in de Kamer van volksvertegenwoordigers met meer dan 10000 voorkeurstemmen. Fernandez-Fernandez besloot haar zetel in te nemen en verliet hierdoor het Waals Parlement. In 2014 werd ze herkozen in de Kamer met bijna 16000 voorkeurstemmen. Ze bleef Kamerlid tot in 2019. In de Kamer zetelde ze onder andere in de commissies Binnenlandse Zaken en Landsverdediging. Bij de verkiezingen van mei 2019 werd Fernandez-Fernandez nog herkozen met ongeveer 16.600 voorkeurstemmen, maar ze verzaakte aan haar mandaat wegens de nieuwe partijregels van de PS, die burgemeesters en schepenen van gemeenten met meer dan 50.000 inwoners verboden om dit ambt te combineren met de functie van parlementslid. Fernandez besloot hierdoor voor haar mandaat als schepen van Luik te kiezen. Bij de Europese verkiezingen van juni 2024 werd ze lijstduwer voor de PS, maar ze werd niet verkozen.
Sinds november 2019 is Julie Fernandez-Fernandez voorzitter van de raad van bestuur van intercommunale Enodia.